# Unforgivable Sinner
"Unforgivable Sinner" är en sång skriven av Lene Marlin, och insjungen av henne på singel, utgiven 1998, samt på albumet Playing My Game 1999.

## Listplaceringar
| Lista (1998-2000) | Topplacering |
| ----------------- | ------------ |
| Australien        | 8            |
| Frankrike         | 37           |
| Norge             | 1            |
| Nya Zeeland       | 32           |
| Sverige           | 4            |
| Tyskland          | 78           |

### Fotnoter
1. ↑  ”Unforgivable Sinner”. Australian Charts. http://australian-charts.com/showitem.asp?interpret=Lene+Marlin&titel=Unforgivable+Sinner&cat=s. Läst 11 maj 2011.
2. ↑  ”Unforgivable Sinner”. Les charts. http://lescharts.com/showitem.asp?interpret=Lene+Marlin&titel=Unforgivable+Sinner&cat=s. Läst 11 maj 2011.
3. ↑  ”Unforgivable Sinner”. Norwegiancharts. http://norwegiancharts.com/showitem.asp?interpret=Lene+Marlin&titel=Unforgivable+Sinner&cat=s. Läst 11 maj 2011.
4. ↑  ”Unforgivable Sinner”. Charts NZ. Arkiverad från originalet den 7 november 2012. https://web.archive.org/web/20121107191448/http://charts.org.nz/showitem.asp?interpret=Lene+Marlin&titel=Unforgivable+Sinner&cat=s. Läst 11 maj 2011.
5. ↑  ”Unforgivable Sinner”. Swedishcharts. http://swedishcharts.com/showitem.asp?interpret=Lene+Marlin&titel=Unforgivable+Sinner&cat=s. Läst 11 maj 2011.